# Чемпионат СССР по боксу 1934
Чемпионат СССР по боксу 1934 года — 3-й чемпионат СССР по боксу, проходил с 21 по 24 июля 1934 года в Москве. В лично-командном первенстве принимали участие 87 боксёров из 6 команд. Чемпионат проходил в 2 тура. 1 тур проводился по олимпийской системе по формуле боёв 3 раунда по 3 минуты. Второй финальный тур проводился по круговой системе по формуле 4 раунда по 3 минуты.

## Медалисты
| Весовая категория           | Золото                                 | Серебро                                  | Бронза                                 |
| --------------------------- | -------------------------------------- | ---------------------------------------- | -------------------------------------- |
| Наилегчайший вес (до 51 кг) | Артём Арутюнов «Динамо» (Москва)       | Н. Яковлев «Динамо» (Ленинград)          | А. Нечаев «Динамо» (Баку)              |
| Легчайший вес (до 54 кг)    | Василий Серов «Динамо» (Ленинград)     | Алексей Каюров «Динамо» (Баку)           | Н. Афонин «Динамо» (Москва)            |
| Полулёгкий вес (до 57 кг)   | Сергей Целовальников «Динамо» (Москва) | Андрей Папьян «Динамо» (Ереван)          | А. Енов «Динамо» (Москва)              |
| Лёгкий вес (до 60 кг)       | Евгений Огуренков Профсоюзы (Москва)   | Виктор Шилягин «Динамо» (Ленинград)      | А. Елисеев «Динамо» (Ленинград)        |
| Полусредний вес (- 67 кг)   | Андрей Тимошин «Динамо» (Москва)       | Сергей Емельянов «Динамо», (Ленинград)   | В. Барышев «Нефтяник» (Баку)           |
| Средний вес (до 73 кг)      | Виктор Степанов «Локомотив» (Москва)   | Константин Лебедев Профсоюзы (Ленинград) | Всеволод Озмидов СКИФ (Москва)         |
| Полутяжёлый вес (до 81 кг)  | Виктор Михайлов «Динамо» (Москва)      | К. Ячменёв «Динамо» (Ленинград)          | Константин Рыкунов «Моряк» (Ленинград) |
| Тяжёлый вес (свыше 81 кг)   | Александр Постнов СКИФ (Москва)        | Яков Браун «Динамо» (Москва)             | Анатолий Булычёв «Динамо» (Москва)     |

### Командный зачёт
1. Москва;
2. Ленинград;
3. Закавказская СФСР;
4. Белоруссия;
5. Иваново;
6. Украина.